# ایل شاملو
ایل شاملو (Shāmlu) یکی از هفت ایل اصلی و قدرتمندترین ایل‌های تُرک علوی معروف به قزلباش بودند که درسوریه (شام) می‌زیستند. این ایل در گذشته با مهاجرت تُرکمانان به آنجا رسیده و سکونت اختیار کرده بودند. ایل شاملو هم‌گام با دیگر ایل‌های اغوز به ایران مهاجرت کردند و در تأسیس سلسله صفوی، و به سلطنت رسانیدن شاه اسماعیل صفوی، با دیگر ایل‌های اوغوز معروف سهم به‌سزایی داشتند.

## تاریخچهٔ ایل شاملو

### ورود به ایران
حامیان اصلی صفویان، ایلات ترکمان بودند که قزلباش، خوانده می‌شدند. مهم‌ترین قبایل قزلباش عبارت بودند از ایل شاملو، ایل افشار، ایل قاجار، ایل تکلو، ایل ذوالقدر، ایل روملو و ایل استاجلو، که همگی از آناتولی و سوریه به ایران آمده بودند. هر دودمان به بخش گوناگونی از ایران مهاجرت کرد و رهبرانشان پس از فتح آن مناطق به حکومت آن دیار منصوب شدند؛ بنابراین «ایل شاملو در خراسان اقامت نمود»، استاجلوها در آذربایجان و بخشی در عراق عجم و کرمان اقامت کردند؛ طایفه قهرمانلو در شیروان، و ایل تکلو حکمرانی اصفهان، همدان و بخش‌هایی از عراق عجم را به دست آورد؛ فارس در دست ایل ذوالقدر بود، ایل افشار کهگیلویه و خوزستان را داشت و بغداد در کنترل طایفه ماوشلو قبیله‌ای کوچکتر و منشعب از آق‌قویونلو بود. در واقع، مهاجرت قبایل تُرک از آناتولی و سوریه به ایران، که مربوط به قرن چهاردهم است، در به قدرت رسیدن صفویه و ماندگاری آنها به عنوان یک سلسله سیاسی کمک زیادی کرد. در تاریخ بعدی ایران، قبایل تُرک نقش اصلی را ایفا کردند. سلسله صفویه با کمک ارتشی متشکل از قبایل تُرک قزلباش به سلطنت رسید و قدرت را حفظ کرد. نادرشاه افشار از شاخه خراسان از طایفه قرخلو قبیله افشار برخاست و پس از درهم شکستن افغانها، دودمان افشاریان را تأسیس کرد و در نیمه دوم قرن هجدهم میلادی، حکومت ایران به دست مجموعه دیگری از روسای قزلباش، یعنی ایل قاجار افتاد. در ایران طی سالهای ۱۵۰۱ تا ۱۷۲۲ قدرت نظامی معمولاً منشأ ایلی داشت و قدرت سیاسی نیز از آن پیروی می‌کرد و قدرت نظامی و سیاسی در ایران عموماً در دست قبایل تُرک بود.

### پیش از صفویه
در میان قزلباش، قبایل ترکمان از آناتولی شرقی و آذربایجان ایرانی که به اسماعیل اول کمک کرده بود تا قبیله آق‌قویونلو را شکست دهد از نظر تعداد و نفوذ از همه مهم‌تر بودند و نام قزلباش معمولاً منحصراً بر آنها اطلاق می‌شد. برخی از این قبایل بزرگتر ترکمان به چند طایفه تقسیم شدند، از جمله:
- استاجلو
- روملو
- شاملو (قدرتمندترین ایل در زمان شاه اسماعیل اول)
- ذوالقدر
- افشار
- قاجار
- تکه‌لو
- قراگوزلو

اقوام دیگر مانند ترکمانان، بهارلو، قهرامانلو، ورسق یا بیات، ، گه‌گاه در کنار این «هفت قبیلهٔ بزرگ» قرار می‌گیرند. امروز، بقایای اتحاد قزلباش در میان افشار، قشقایی، ترکمن، شاهسون و دیگران دیده می‌شود. برخی از این نام‌ها از نام یک مکان با اضافه شدن پسوند ترکی «لو» تشکیل شده‌است، مانند شاملو یا بهارلو. قبایل غیرترک ایرانی در میان قزلباشها توسط ترکمان‌ها، تاجیک نامیده می‌شدند و عبارتند از:
- تالشیان
- لرها
- سیاه‌کوه
- برخی خانواده‌های کرد
- برخی خانواده‌های فارس

رقابت بین قبایل ترک و اشراف فارس یک مشکل بزرگ در پادشاهی صفویه بود. بر اساس نوشته‌های خاورشناس و ایران‌شناس روس ولادیمیر مینورسکی، اصطکاک بین این دو گروه اجتناب ناپذیر بود، زیرا ترکمانان «هیچ جایی در سنت ملی پارسیان نداشتند». شاه اسماعیل سعی کرد با تعیین وکیل‌های ایرانی به عنوان فرمانده قبایل قزلباش مشکل را حل کند. ترکمانان این را یک توهین دانستند و این موضوع باعث کشته شدن ۳ نفر از ۵ ایرانی منصوب در این سمت شد، عملی که بعدها انگیزه‌بخش شاه عباس اول برای محرومیت و تضعیف ترکمانان شد.

### دوران صفویه
شاه عباس کبیر، از طفولیت در میان طایفهٔ شاملو بزرگ شد و به همین دلیل بزرگان ایل شاملو در سلطنت صفویان مصدر مشاغل مهم بودند. در سال ۱۵۸۸، زمانی که شاه عباس اول به قدرت رسید، فرماندار هرات و مربی سابق خود، علی‌قلی خان شاملو (همچنین شناخته شده با نام حاج علی قزلباش مازندرانی) را به عنوان رئیس کل نیروهای مسلح منصوب کرد. امرای شاملو در زمان ولیعهدی شاه عباس که در هرات زندگی می‌کرد، عبارت بودند از:
1. عبدی خان شاملو، از سرداران شاه اسماعیل اول
2. دورمیش‌خان شاملو، والی اصفهان و هرات و شوهر خواهر شاه اسماعیل
3. سلطان حسین خان شاملو والی قزوین (پایتخت) در زمان شاه محمد خدابنده و ناجی شاه عباس
4. زینل‌خان شاملو، از امرای بزرگ صفوی
5. علی قلی خان شاملو، بیگلربیگی (استاندار هرات)
6. علی‌مردان‌خان شاملو، نادرشاه اورا به‌سفارت نزد محمدشاه پادشاه هندوستان فرستاد.

بعدها، وقایعی باعث بدبینی شاه عباس به ترکمان‌ها و تضعیف آنها شد. از جمله این وقایع می‌توان به نقش ترکمن‌ها در مبارزات جانشینی پس از مرگ پدرش و متعادل‌سازی اثر نفوذ سیدهای شیعهٔ اثنی‌عشری اشاره کرد.

#### دلایل قدرتمندی ایل شاملو در زمان شاه اسماعیل صفوی
نقش شاملوها در دورة حکومت شاه اسماعیل به چند محور قابل تقسیم است: فعالیتهای نظامی، تصدّی مناصب و مقامات اداری، دراختیارداشتن حکومت ایالات و عهدهداری لَلَگی شاهزادگان، که در ادامه به تبیین آنها پرداخته میشود.
- فعالیتهای نظامی: دولتی که شاه اسماعیل بنیاد نهاد، در آغاز ماهیتی نظامی داشت و ساختار ارتش آن قبیلهای بود. اساس ارتش بر نیروهای ایلی قزلباش قرار داشت که در یاری رهبر خود به هم میپیوستند و در ازای این خدمات نظامی، هر طایفه ایالتی از کشور را به تیول خود درمیآوردند. به سبب ضرورت جنگهای اولیة اسماعیل برای تصرف کشور و بنیاد گذاشتن سلسلة صفویه، یکی از عرصههای فعالیت شاملوها در این عصر، حضور در جنگها و امور نظامی بود. در دوران حکومت شاه اسماعیل در بیشتر نبردهای نظامی، فرماندهی سپاه که نقشی بسیار مهم بود، در اختیار افراد زبده و باتجربه قرار میگرفت و به علت سابقة طولانی شاملوها، بیشتر به افراد این طایفه واگذار میشد. شاه اسماعیل در بسیاری از موارد؛ به خصوص در امور نظامی با این فرماندهان باتجربه مشورت میکرد و نظر آنان را به کار میبست. دلیل این حضور پررنگ در سمت فرماندهی آن بود که این طایفه از لحاظ فعالیتهای نظامی دارای تجارب زیادی بوده و خدمات برجستهای ارائه داده بودند.[۱۴]
- فعالیت دیوانی: چون در ابتدای تشکیل دولت صفویه، بنیه نظامی دولت بر روی اتحادیة ایلی قزلباشان استوار بود؛ از اینرو، رؤسای طوایف قزلباش (ایلات ترکمن حامی دولت صفویه) انتظار داشتند که مناصب مهم سیاسی، نظامی و اداری را در دست بگیرند تا از این طریق نفوذ خود را در دولت اِعمال کنند؛ بنابراین، در سالهای آغازین دولت صفویه، شاه اسماعیل به ناچار و با آگاهی از این مسئله، بیشتر مناصب اداری، سیاسی، نظامی و حتی مذهبی را به امرای قزلباش سپرد. دراین میان، شاملوها که خود را مسؤول به قدرت رسیدن دولت صفویه و نسبت به دیگر طوایف سزاوارتر میدانستند و تشکیل دولت را مرهون تلاشهای خود میدانستند، پاداش خدماتی را که انجام داده بودند، تصدّی مقامات اصلی دولت میدانستند.[۱۴]
- حکومت ایالات: شاملوها چون در به قدرت رساندن صفویه نقش مهمی داشتند، پس از قدرتگیری شاه اسماعیل از او انتظار داشتند علاوه بر مناصب مهم اداری، حکومت برخی از ایالات مهم را نیز به آنان واگذار کند تا علاوه بر نفوذ سیاسی، نفوذ اقتصادی را هم کسب کنند.[۱۴]
- لَلَگی شاهزادگان: یکی دیگر از زمینههایی که شاملوها در آن فعالیت داشتند، منصب اتابکی یا لَلَگی شاهزادگان بود. نخستین کسی که این منصب را برعهده داشت، حسین بیگ از طایفه شاملوها بود. مقام لَله مانند مشاوری زبده و باتجربه از هر لحاظ (امور تربیتی و نظامی) وقتیه شاهزاده خردسال بود، عمل میکرد و همیشه در هر کاری مورد مشورت شخص شاه قرار میگرفت.[۱۴]حیدر قلی خان غیابی شاملو یکم

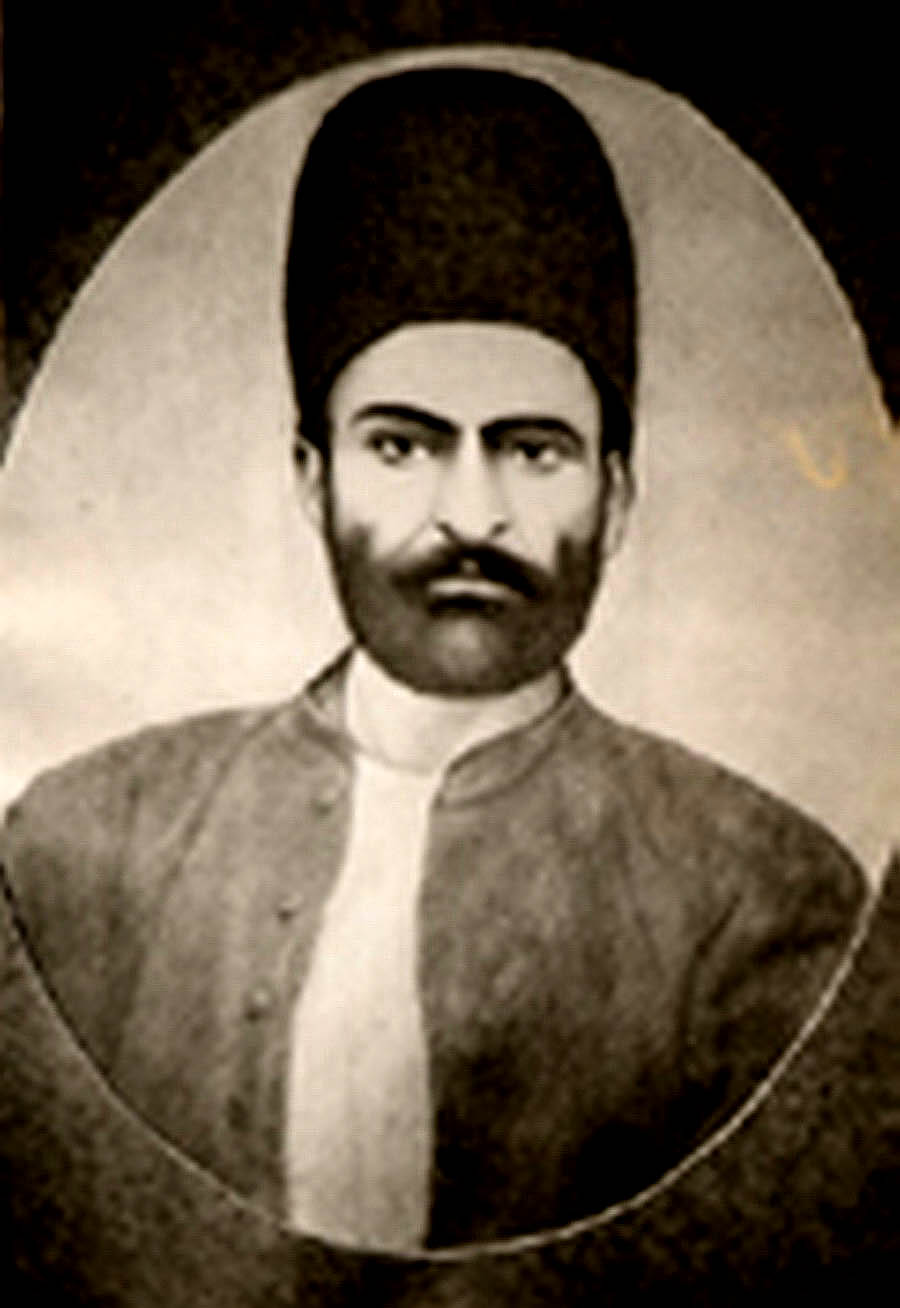
حیدر قلی خان غیابی شاملو یکم

### دوران افشاریه و زندیه
در زمان افشاریه و زندیه خاندان شاملو تضعیف شدند و آنطور که باید و شاید تعداد قابل توجهی سرکرده و سردار و والی در میان رجال قدرتمند افشار و زند نداشتند. در این دوره، ایل شاملو به تدریج به خاندان‌ها و دسته‌های کوچکتر تقسیم شدند و خوی و خصلت جنگاوری را از دست دادند.

### دوران قاجاریه
در زمان حکومت قاجار، بزرگان کشور خود را در اطاعت پادشاه وقت یعنی سلطان آقا محمد خان قاجار در می‌گذارند. شاملوها هم از این قاعده مستثنا نبوده‌اند و در اردوکشی‌های متعددی شهریاران قاجار را همراهی نموده‌اند. در این دوران ایل شاملو هم مانند ایلات دیگر ایران اسکان می‌گزیند و هر شاخه از این ایل مستقلاً به فعالیت پرداخته و دیگر آن جنبهٔ تحرک دسته‌جمعی در رفتارهای جمعی آنها مشاهده نمی‌شود. این شاخه‌ها در قم، ساوه، قزوین، ملایر، همدان، تویسرکان، زنجان، میاندوآب، مغان، دزفول، اهواز، مشهد، هرات، ترکمنستان، عراق، شامات و ترکیه سکنی گزیدند. خاندان‌های سپهری شاملو، علماء شاملو، شمگانی شاملو، غیابی شاملو و غیایی شاملو در این دوران به‌وجود آمدند.

### دوران پهلوی
در دورهٔ پهلوی اول و دوم هر کدام از شاخه‌های ایل شاملو بر اساس محل زندگی و نوع فرهنگی که در آن زیست می‌کردند، راهی را برای خود برگزیدند. در این دوره برخی از شاخه‌هایی که در ایران بودند به خارج از ایران (یک شاخه به آمریکا، یک شاخه به جنوب فرانسه) کوچ کردند و در آنجا سکنا گزیدند.

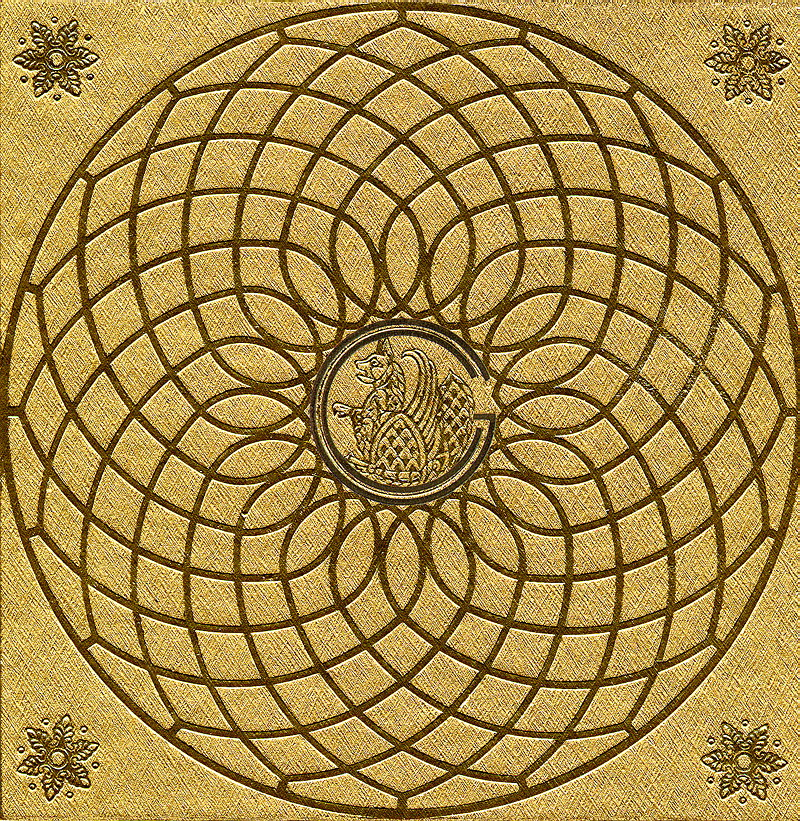
نشان خاندان غیابی و غیایی شاملو که حیدر غیایی از آن برای طرح گنبد کاخ سنا (مجلس خبرگان) ایران استفاده کرده‌است.

### دوران معاصر
امروزه خاندان‌های متفاوتی از نوادگان خان‌های ایل شاملو در اقصا نقاط ایران، ایالات متحده آمریکا و اروپا به خصوص جنوب فرانسه زندگی می‌کنند. از این میان می‌توان به مرتضی خان سپهری شاملو والی موقوفات عباسقلی‌خان شاملو در مشهد، ایو فرهاد خان غیایی معمار نیویورکی، ابوالقاسم شاملو منتظر مَقدَم والی حمام بیگلر بیگی و رضا غیابی فعال اقتصادی در شهر تهران اشاره کرد.

#### مجادلات
در دی‌ماه ۱۴۰۰ شبکه اطلاع‌رسانی راه دانا گزارشی تحلیلی مبنی بر فعالیت‌های اقتصادی انحصارطلبانه اعضای خاندان و خانواده غیابی منتشر کرد و نوشت: 
ردپای قدرت این خاندان از به عهده‌گیری فعالیتهای نظامی، دیوانی، حکومتی و تربیت فرزندان شاهان صفوی، تا زمان قجر و پهلوی و حتی بعد از انقلاب قابل مشاهده است. شاهد نفوذ این خاندان آن است که نشان خانوادگی‌شان بر سقف ساختمان مجلس خبرگان رهبری نقش بسته که در گذشته کاخ سنا نامیده می‌شده‌است. بعضی از افراد این خانواده که با هوشمندی خود را «غیایی» هم می‌نامیده‌اند به‌طور علنی خودرا فراماسون معرفی کرده‌اند. می‌شود به دیگر خان و خانزاده‌های این خانواده هزارتو اشاره کرد که در ظاهر نامی جز تولیت موقوفاتی مثل مدرسه عباسقلی‌خان در مشهد، یا حمام بیگلر بیگی از آنها جایی دیده نمی‌شود، اما در باطن شامل سهامداری چند ده کارخانه مانند کبریت سازی توکلی، کفش بلا، کاترپیلار و … در زمان پهلوی و همچنین بعد از انقلاب می‌شود.
در پاسخ گزارش به این مقاله، رضا غیابی فعال اقتصادی معاصر و یکی از افرادی که در گزارش به نام او اشاره شده بود در یادداشتی زیر عنوان «پاسخی به یک گزارش… این راه ما نیست» نوشت:
در خبر تلاش شده با ایجاد وهم، نقش ایل شاملو و خاندان غیابی «مخفی و سری» جلوه داده شود. حال آنکه بر اهل تحقیق پوشیده نیست که در مورد سابقهٔ آن ایل خدوم و همچنین خاندان غیابی شاملو در منابع بسیاری از جمله تاریخ ایران (سرجان ملکم)، احسن التواریخ (حسن روملو)، جامع التواریغ (رشیدالدین فضل ا…همدانی)، تاریخ جهان آرا (قاضی احمد غفاری)، ظفرنامه (شرف الدین علی یزدی) و البته تاریخ بیگدلی شاملو (دکتر غلامحسین بیگدلی) مطالب بسیار آمده و حتی در روزگار معاصر هم این ایل و خاندان‌هایش موضوع تحقیقات دانشگاهی می‌شوند. پس موضوع نه مخفی‌ست و نه محرمانه بلکه موضوع تاریخی‌ست و می‌تواند بسته به زاویه دید راوی و خوانندهٔ آن به قضاوت‌های متفاوت بینجامد. لازم است ذکر شود که نسبت با این خاندان برای نگارنده هیچ‌گاه ابزار تفاخر نبوده چرا که اعتقاد داریم امروزه «هویت» در اموری فراتر از این موضوعات تعریف می‌گردد و نمی‌توان با گذشته‌گرایی به استقبال آینده رفت». رضا غیابی فرزند اسلام غیابی از خاندان غیابی است که نسبش به محمدزمان خان شاملو می‌رسد.

## فهرست برخی افراد برجسته و خان‌های ایل شاملو
- احمد سلطان شاملو
- عبدی بیگ شاملو (پدر زن شاه اسماعیل اول)(در لشکرکشی قزلباش ها به کردستان در حالی که فرماندهی آنها را بر عهده گرفته بود در جریان جنگ توسط امرای کرد کشته شد)
- حسین خان شاملو (قدرتمندترین خان قزلباش که توسط شاه تهماسب در ۱۵۳۴ اعدام شد)
- حسین خان شاملو (فرماندار استان لرستان)
- حسن خان شاملو
- میرزا ولی‌خان شاملو (ادیب، شاعر و از مستوفیان دورهٔ صفویه)[۲۱]
- علی‌قلی خان شاملو (همچنین شناخته شده با نام حاج علی قزلباش مازندرانی، فرمانده کل نیروهای مصلح در زمان شاه عباس اول)
- جانی بیگ خان بیگدلی شاملو (رئیس سلاح داران و داروغهٔ اسلحه خانه در زمان شاه صفی یکم و شاه عباس دوم)
- سینان خان شاملو (سفیر شاه عباس یکم نزد امپراتور رادولف دوم)
- محمدقلی خان بیگدلی شاملو (وزیر اعظم شاه سلطان حسین)
- دورمیش خان شاملو (والی اصفهان و هرات و شوهر خواهر شاه اسماعیل)
- مرتضی قلی خان شاملو اردبیلی (مخترع خط شکستهٔ نستعلیق)
- عباس قلی خان شاملو شاهسون (فرماندار مشهد در ۱۸۱۲)
- محمد مؤمن خان شاملو[۲۲]
- محمد زمان خان شاملو (حاکم استرآباد در زمان فتحعلی‌شاه)
- محمد علی خان بیگدلی شاملو
- زینل‌خان شاملو، (از سرداران شاه عباس یکم و همچنین شاه صفی)
- مرشد قلی خان استاجلو شاملو (از امرای قزلباش طایفهٔ یکان استاجلو و فرزند شاه قلی سلطان یکان استاجلو)
- حیدر قلی خان غیابی شاملو یکم[۱۸]
- میرزا علی اکبر خان غیابی شاملو
- منوچهر غیایی شاملو (فرماندار تهران)
- رضا خان غیابی شاملو (شاعر، تاجر و سفیر ایران در زمان پهلوی یکم)[۱۸]
- حیدر قلی خان غیایی شاملو دوم (معمار و آجودان ویژه در زمان محمد رضا پهلوی)
- فرهاد خان غیایی شاملو
- احمد شاملو